# 310 Margarita
310 Margarita là một tiểu hành tinh ở vành đai chính. Nó được Auguste Charlois phát hiện ngày 16.5.1891 ở Nice. Không biết rõ nguồn gốc tên của nó.